# G-quadruplex

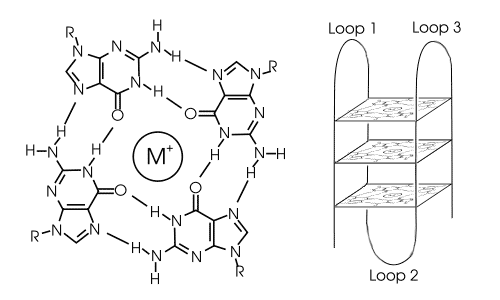
Struttura di un G-quadruplex. A sinistra, schema di una G-tetrade. A destra, schema di un G-quadruplex intramolecolare

Struttura tridimensionale di un G-quadruplex intramolecular telomerico umano in soluzione contenente potassio. Lo scheletro è rappresentato come un nastro (verde in corrispondenza del quadruplex). In verde sono evidenziati tre strati disposti a G-quadruplex. Le linee tratteggiate blu rappresentano i legami idrogeno.

Le sequenze di acidi nucleici ricche in guanina sono in grado di formare strutture a quattro filamenti note come G-quadruplex (o G-tetradi o G4-DNA). Tali strutture sono generate attraverso legami idrogeno tra quattro guanine (che formano la cosiddetta tetrade) e stabilizzate attraverso la presenza di un catione monovalente (solitamente il potassio) che si dispone al centro della tetrade stessa.
I G-quadruplex possono essere costituiti da DNA, RNA, LNA e PNA. Possono essere intramolecolari, bimolecolari o tetramolecolari. A seconda della direzione dei filamenti, essi possono essere definiti paralleli o antiparalleli.

## Quadruplex telomerici
Le ripetizioni telomeriche, presenti in numerosi organismi, si dispongono a G-quadruplex in vitro (e, in alcuni casi, anche in vivo). I telomeri umani (e di tutti i vertebrati) consistono infatti nella ripetizione della sequenza (TTAGGG) e la conseguente struttura è stata estensivamente analizzata attraverso NMR e cristallografia a raggi X. La formazione dei quadruplex è in grado di ridurre l'attività dell'enzima telomerasi, responsabile dell'elongazione dei telomeri, coinvolto in circa l'85% di tutte le forme di cancro e, per questo, possibile bersaglio di azione farmacologica.

## Quadruplex non telomerici
Recentemente si è focalizzato molto l'interesse sulle localizzazioni dei G-quadruplex alternative ai telomeri. La comunità scientifica si è molto interessata al lavoro di Laurence Hurley sul proto-oncogene cMyc, che ha mostrato di presentare un quadruplex in una regione ipersensibile all'attività delle nucleasi, critica per l'attività del gene. Da allora, sono stati individuati molti altri geni che presentano strutture a G-quadruplex nei rispettivi promotori, come quelli della beta globina di pollo, la ubiquitina-ligasi RFP2 umana ed i protooncogeni c-kit, bcl-2, VEGF, H-ras e N-ras.
Sono state svolte analisi genomiche ad ampio spettro e sono state individuate 376000 regioni putative in grado di assumere conformazione a G-quadruplex nel genoma umano, sebbene non tutte siano probabilmente in grado di assumere tale conformazione in vivo. Un simile studio ha individuato possibili conformazioni a G-quadruplex anche nei procarioti.
Esistono anche alcuni modelli che descrivono come i quadruplex siano in grado di regolare l'espressione genica. Un modello sostiene che la formazione di un quadruplex nei pressi di un promotore sia in grado di bloccare la trascrizione del gene. In un altro modello, il quadruplex si forma presso regioni contenenti DNA non codificante e contribuirebbe a mantenere aperto il DNA nelle regioni codificanti, aumentandone la trascrizione.

## Ligandi in grado di legare i quadruplex

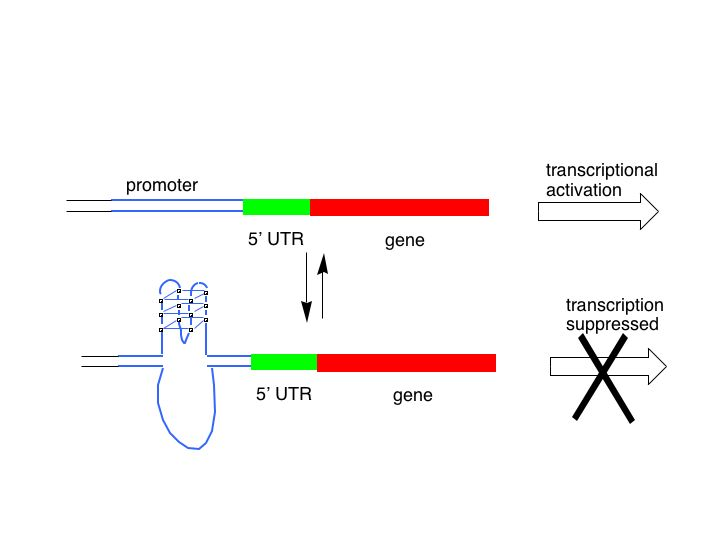
Modello di downregolazione dell'espressione genica mediata da G-quadruplex

Un metodo per indurre o stabilizzare la formazione di G-quadruplex è quello di introdurre una molecola in grado di legare la struttura. Esistono diversi composti in grado di ottenere tale scopo, di grande interesse sotto il profilo farmaceutico. Tra di essi figurano diverse proteine naturali, come le RecQ elicasi implicate nelle sindromi Bloom e di Werner e la proteina RAP1 si Saccharomyces cerevisiae. È stata sviluppata anche la proteina sintetica Gq1, costituita da tre zinc-fingers e specifica per i G-quadruplex.

## Tecniche di predizione di G-quadruplex
L'identificazione e la predizione di sequenze in grado di conformarsi a G-quadruplex è fondamentale per comprendere meglio il loro ruolo. Una regola messa a punto per predire la presenza di presunti G-quadruplex è quella di individuare la sequenza consenso d(G3+N1-7G3+N1-7G3+N1-7G3+), dove N può essere una qualsiasi base azotata.